# Gianguido Baldi
Gianguido Baldi (Roma, 18 ottobre 1966) è un attore italiano.

## Biografia
Attore di teatro, cinema e televisione, figlio del regista Gian Vittorio Baldi e, acquisito, dell'attrice Macha Méril, (adottato a 18 anni da Macha Meril) intraprende studi classici, prima a Faenza, poi a Lodi e quindi a Roma, dove si è diplomato. Debutta a 19 anni con il film Dèmoni (1985), diretto da Lamberto Bava.
In teatro è stato protagonista di vari lavori tra cui: Pensiero nomade, regia di Emiliani, e Il ladro dei sogni di Carlo Lucarelli, famoso giallista. Sul grande schermo ha partecipato ai film: Histoire Turque, al fianco di Macha Méril, La sindrome di Stendhal (1996) di Dario Argento, e Il temporale - Nevrijeme (1999), diretto da suo padre.
Diventa noto al grande pubblico con il ruolo di Alessandro Palladini, interpretato, dalla prima puntata nel 1996 alla 1455 del 2003 e poi nuovamente dalla 2405 del 2007 alla 2518 del 2008 nella soap opera di Rai 3 Un posto al sole.
Sul set della soap napoletana inoltre conosce l'attrice Samuela Sardo con la quale intraprende una relazione durata qualche tempo alla fine degli anni novanta.
Tra il 2005 e il 2006 appare su Rai Uno nella seconda e terza stagione della serie tv Orgoglio, nel ruolo di Werner, e nel 2007 nella miniserie tv Le ragazze di San Frediano, regia di Vittorio Sindoni, in cui interpreta il ruolo di Niccolò.

## Filmografia

### Cinema
- Dèmoni, regia di Lamberto Bava (1985)
- La sindrome di Stendhal, regia di Dario Argento (1996)
- Il temporale - Nevrijeme, regia di Gian Vittorio Baldi (1999)

### Televisione
- Un posto al sole, registi vari - Soap opera - Rai Tre - (1996-2003/2007-2008)
- Orgoglio, regia di Giorgio Serafini e Vittorio De Sisti - Serie TV - Rai Uno (2005-2006)
- Le ragazze di San Frediano, regia di Vittorio Sindoni - Miniserie - Rai Uno (2007)